# 艾哈迈德·阿尔-泰赞尼
艾哈迈德·阿尔-泰赞尼（阿拉伯语：‎, 1735年—1815年)，是一位阿尔及利亚谢里夫，他於1781年创立了提振尼亞會塔里卡（苏菲教团）。  